# Нікольський (Бірський район)
Ні́кольський (рос. Никольскик, башк. Никольск) — присілок (у минулому селище) у складі Бірського району Башкортостану, Росія. Входить до складу Бірського міського поселення.
Населення — 85 осіб (2010; 69 у 2002).
Національний склад:
- росіяни — 58 %